# Edvin Wilson
Edvin Wilson (Tranemo, 25 april 1989) is een Zweeds wielrenner die anno 2016 rijdt voor het Noorse Team Joker. 

## Overwinningen
2006
 Zweeds kampioen op de weg, Junioren
2014
Arno Wallaard Memorial

## Ploegen
- 2012 –  Team CykelCity.se
- 2013 –  Joker Merida
- 2014 –  Team Joker
- 2015 –  Team Joker
- 2016 –  Team Joker

Borgersen · Eiking · Hoelgaard · Hoem · Jansen · Korsæth · Laengen · Lindau · Lunke · Skaarseth · Stien · Wilson · Halvorsen (stagiair)